# Вербаїв
Вербаї́в — село в Україні, у Луцькому районі Волинської області. Входить до складу Боратинської сільської громади. Населення становить 258 осіб.

## Історія
В люстраціях Луцького замку 1545 та 1552 років згадується городня (частина оборонної стіни замку) Вербаївська та Кисилинська. Тоді село належало Петру Кардейовичу. Наступними власниками Вербаєва були Іван-Кирдей Мильський, Криштоф Броніш а пізніше воно належало Луцькому Домініканському монастирю. В давнину між Вербаєвом та селом Чекно існувала переправа через річку Стир, що була складовою приміської інфраструктури Лучеська Великого. Сільські хати розташовувались понад дорогою на Стирових кручах.
До 5 липня 2017 року село підпорядковувалось до Промінської сільської ради Луцького району Волинської області.
12 червня 2020 року, відповідно до розпорядження Кабінету Міністрів України № 708-р «Про визначення адміністративних центрів та затвердження територій територіальних громад Волинської області», село увійшло у склад Боратинської сільської громади.
19 липня 2020 року, в результаті адміністративно-територіальної реформи та ліквідації  Луцького району, село увійшло до складу новоутвореного Луцького району.

## Населення
Згідно з переписом УРСР 1989 року чисельність наявного населення села становила 233 особи, з яких 108 чоловіків та 125 жінок.
За переписом населення України 2001 року в селі мешкало 258 осіб.

### Мова
Розподіл населення за рідною мовою за даними перепису 2001 року:
| Мова       | Відсоток |
| ---------- | -------- |
| українська | 99,22 %  |
| російська  | 0,78 %   |

## Пам'ятки археології
На території села відомі наступні пам'ятки археології:
- Поблизу села, на лівому березі р. Стиру — стоянка мезолітичного часу. Відкрито у 1979 р. розвідкою І. Кордунова та В. Кравчука.
- На східній околиці села — давньоруське селище. Відкрите розвідкою М. Кучинка та Г. Охріменка.
- За 0,5 км на північний схід від села, на мисі першої надзаплавної тераси лівого берега р. Стир висотою до 15 м над рівнем заплави — двошарове поселення тшинецько-комарівської культури і давньоруського періоду ХІІ–ХІІІ ст. площею близько 1 га